# Lockheed F-117 Nighthawk
Lockheed F-117A Chim ưng đêm, tên hiệu "Hạt huyền", là chiếc máy bay có thể sử dụng đầu tiên trên thế giới được thiết kế hoàn toàn theo công nghệ tàng hình. Không lực Hoa Kỳ là lực lượng duy nhất sử dụng loại máy bay này, nó là hậu duệ trực tiếp của chương trình mẫu tàng hình Have Blue.
F-117A đã được nhiều người biết tới trong cuộc Chiến tranh Vùng Vịnh. Tháng 10 năm 2006, Không quân Hoa Kỳ dự định cho F-117 về hưu sau vài năm nữa, và ngừng đào tạo phi công lái loại máy bay này. Hiện nay, Không quân Hoa Kỳ đã ngừng sử dụng F-117, một phần vì việc đưa vào sử dụng loại F-22 Raptor hiện đại hơn, một phần khác vì tính năng tàng hình của F-117 không đáp ứng kỳ vọng khi đã có 2 chiếc bị phòng không Nam Tư tiêu diệt bằng loại tên lửa SAM-3 cũ kỹ ra đời từ thập niên 1960.

## Tên hiệu
Ký hiệu "F-" của loại máy bay này không được giải thích chính thức; tuy nhiên, dường như nó sử dụng dãy định danh máy bay chiến đấu của Không lực Hoa Kỳ trước năm 1962 như F-111. Các máy bay hiện đại khác cũng được sử dụng số hiệu cũ trước năm 1962 (như B-52, C-130, và một số loại máy bay khác ít nổi tiếng hơn), nhưng chiếc F-117 dường như là loại máy bay duy nhất thời kỳ sau này không sử dụng hệ thống mới. Đa số máy bay hiện đại của quân đội Hoa Kỳ sử dụng hệ thống định danh thời sau 1962 theo mô hình có thể dự đoán (ở chừng mực nào đó) như "F-" luôn để chỉ máy bay chiến đấu trên không, "B-" thường là máy bay ném bom, và "A-" thường là máy bay tấn công mặt đất. Những ví dụ như vậy gồm F-15 Eagle, Pháo đài bay B-52 và A-6 Intruder. Tương tự, bởi Máy bay tàng hình thực tế chủ yếu đóng vai trò tấn công mặt đất, nên việc nó giữ ký hiệu định danh "F-" cũng là một trong số nhiều lý do. Không quân Hoa Kỳ luôn chú trọng tới máy bay chiến đấu hơn máy bay tấn công mặt đất, và những máy bay này thỉnh thoảng còn bị bêu xấu là "máy hất đất." Các quan chức có thể cảm thấy dễ chịu hơn khi gắng giành được sự ủng hộ chính trị và quân sự cho một loại máy bay mới nếu nó được mang danh "máy bay chiến đấu" chứ không phải máy bay ném bom hay tấn công. Hay, ký hiệu "F-" cũng có thể là một phần nỗ lực nhằm giữ bí mật cho chiếc Nighthawk (chương trình được giữ kín tới tận cuối thập kỷ 1980). Việc định danh không chính xác cũng có thể để giữ Nighthawk không vi phạm vào các hiệp ước hay làm các nước khác tức giận. Trong thời gian phát triển, thuật ngữ 'LT' (Logistics Trainer) Huấn luyện Hậu cần thường được sử dụng.
Tương tự, một tài liệu truyền hình gần đây đã dẫn lời một thành viên chính trong đội phát triển F-117A cho rằng những phi công lái chiếc máy bay chiến đấu có chóp hình chữ V này cảm thấy việc điều khiển nó tương đồng với loại máy bay F- hơn, so với loại B- và A-. Cũng có một sự khác biệt giữa phi công máy bay chiến đấu và máy bay ném bom, đặc biệt thời còn Sở chỉ huy Không quân Chiến lược (1945-1991), và khi đã lái một loại thì phi công hiếm khi có thể đổi được sang loại kia.
Không lực Hoa Kỳ cho rằng F-117A có thể mang tên lửa không đối không, tạo cho nó khả năng chiến đấu trên không ngoài chức năng chính là tấn công mặt đất. Trong khi về mặt kỹ thuật, điều này có thể là đúng thì chiếc máy bay cũng chưa từng chứng tỏ khả năng chiến đấu trên không. Có lẽ nó là loại máy bay kém về cận chiến, nhưng cũng chưa hề có đánh giá của chuyên gia về các khả năng khác của nó.
Có một số ước đoán về các khả năng của nó. Có tin cho rằng nó không thể quay đầu ở mức gia tốc lớn hơn 5 g, dù thông tin đó được bảo mật. Nó thiếu radar để dẫn đường cho các tên lửa tầm xa, và không mang tên lửa tầm gần để tự vệ. Các quan chức Không lực Hoa Kỳ từng dự định trang bị tên lửa không đối không AIM-9 Sidewinder cho chiếc F-117 — các phi công thậm chí còn được huấn luyện để bắn chúng — nhưng không có bằng chứng cho thấy loại tên lửa AIM-9 từng được lắp đặt trên những chiếc F-117. Khả năng tàng hình của F-117 khiến các máy bay khác khó phát hiện và định vị bằng radar dẫn đường tên lửa.

## Thiết kế và hoạt động
Kích cỡ tương đương F-15C Eagle, một chỗ ngồi, chiếc F-117A sử dụng hai động cơ tuốc bin cánh quạt General Electric F404 không có bộ phận đốt lần hai, và hệ thống điều khiển bay phức tạp. Nó có thể được tái nạp nhiên liệu trên không. Để làm giảm chi phí phát triển, hệ thống điện tử, hệ thống điều khiển bay và nhiều phần khác được lấy từ chiếc F-16 Fighting Falcon, F/A-18 Hornet và F-15E Strike Eagle sang (vì thế những bộ phận này có thể được coi là thiết bị dự trữ nhằm bảo mật dự án).
Những tính năng bị giảm sút cho kỹ thuật tàng hình là động cơ mất 30% công suất, tỷ lệ bề mặt thấp, và phải có hình dáng góc lớn nhằm giảm diện tích phản hồi radar.
F-117A được trang bị hệ thống hoa tiêu tinh vi và các hệ thống tấn công được tích hợp vào trong một bộ hệ thống điện tử số. Nó không mang radar, để làm giảm phát xạ diện tích phản hồi radar. Nó hoa tiêu chủ yếu bằng GPS và hoa tiêu quán tính độ chính xác cao. Nhiệm vụ được điều phối bởi một hệ thống kế hoạch tự động có thể tự động thực hiện mọi khâu của nhiệm vụ tấn công, gồm cả khai hỏa vũ khí. Mục tiêu được một hệ thống hình ảnh nhiệt hồng ngoại phát hiện, chỉ định cho một thiết bị laser tìm tầm và chỉ thị cho những quả bom dẫn đường laser.
Các khoang vũ khí riêng biệt bên trong F-117A có thể mang 2.300 kg vũ khí. Các vũ khí thường được trang bị là một cặp GBU-10, GBU-12, hay bom dẫn đường laser GBU-27, hai bom phá hầm ngầm BLU-109, hai Wind- Corrected Munition Dispensers (WCMD), hay hai Vũ khí điều khiển chung (JDAMs), một quả GPS/INS guided stand-off. Trên lý thuyết nó có thể mang hầu hết các loại vũ khí có trong kho của Quân đội Hoa Kỳ, gồm cả bom hạt nhân B61. Một số loại bom không thể được trang bị, bởi nó quá lớn để lắp vừa khoang trong, hay không tương thích với hệ thống chở của F-117.

## Lịch sử
Năm 1964, nhà toán học người Nga Pyotr Ya. Ufimtsev công bố bài viết "Phương pháp Sóng Cạnh trong Lý thuyết Vật lý về Tán Xạ" trong tạp chí của Viện Kỹ thuật Radio Moscow, trong đó ông trình bày sức mạnh của sóng radar phản hồi tỉ lệ với cấu hình góc cạnh của một vật thể chứ không phải là kích thước. Ufimtsev đã nối tiếp công trình lý thuyết của nhà vật lý Đức Arnold Sommerfeld. Ufimtsev chứng minh rằng ông có thể tính toán thiết diện radar của bề mặt cánh và dọc theo cạnh của nó. Kết luận hiển nhiên là ngay cả một máy bay lớn cũng dễ dàng "biến mất" trước radar bằng cách tận dụng nguyên lý này. Tuy nhiên, thiết kế máy bay kiểu này làm cho nó mất ổn định khí động học, và tình trạng của khoa học tính toán đầu những năm 60 không thể cung cấp kiểu máy tính có thể tạo ra thiết kế cho phép những chiếc như F-117, F-22 Raptor hay B-2 Spirit bay được. Dù sao, vào những năm 70, khi một nhà phân tích của Lockheed xem xét các tài liệu nước ngoài và tìm thấy công trình của Ufimtsev thì máy tính và phần mềm đã tiến bộ đáng kể, và đặt ra sự phát triển của một loại máy bay tàng hình.
Quyết định sản xuất F-117A được đưa ra năm 1973, và một hợp đồng đã được trao cho Lockheed Advanced Development Projects, thường được gọi là "Skunk Works," tại Burbank, California. Chương trình do Ben Rich chỉ đạo. Ngày 18 tháng 6 năm 1981, chuyến bay đầu tiên của mẫu YF-117A, số sêri 79-0780, được thực hiện tại Hồ Groom, bang Nevada, chỉ 31 tháng sau quyết định phát triển toàn diện. Chiếc F-117A được giao lần đầu năm 1982, khả năng hoạt động được hoàn thiện tháng 10 năm 1983, và chuyến giao hàng cuối cùng vào mùa hè năm 1990. Không quân phủ nhận sự tồn tại của loại máy bay này cho tới tận năm 1988, sau đó vào tháng 4 năm 1990 một chiếc đã được trưng bày trước công chúng tại Căn cứ Không quân Nellis, Nevada, thu hút hàng chục nghìn người tham quan.
Số lượng hiện có là 54 chiếc; 36 chiếc sẵn sàng chiến đấu, số còn lại cho huấn luyện,....
Trong những năm đầu của chương trình, từ 1984 tới giữa năm 1992, phi đội F-117A đặt tại Tonopah Test Range, Nevada và nó thuộc quyền quản lý của Nhóm Chiến lược 4450. Nhóm 4450 được sáp nhập vào Phi đội Chiến đấu Chiến lược 37 năm 1989. Năm 1992, toàn bộ phi đội được chuyển giao cho Căn cứ Không quân Holloman, New Mexico, nơi nó thuộc quyền quản lý của Phi đội Chiến đấu 49. Việc di chuyển khiến những chuyến bay của Key Air không còn cần thiết nữa, trước đó Key Air đã chở 22.000 hành khách trên 300 chuyến bay từ Nellis tới Tonopah mỗi tháng.

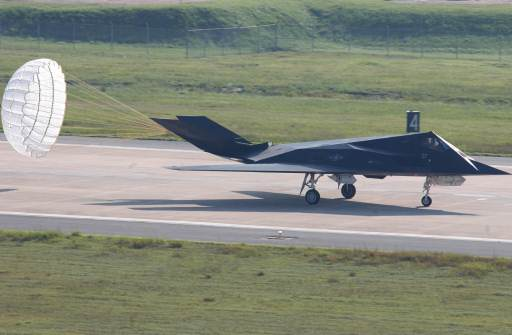
F-117 hạ cánh

Khi Không quân tuyên bố, "Streamlined management by Aeronautical Systems Center, Wright-Patterson AFB, Ohio, phối hợp kỹ thuật tàng hình vào các chương trình phát triển và sản xuất để đẩy nhanh tốc độ phát triển máy bay... Chương trình F-117A đã chứng tỏ rằng một máy bay tàng hình có thể được thiết kế để có độ tin cậy và khả năng bảo dưỡng tốt." Thống kê bảo dưỡng máy bay tương tự các loại máy bay chiến thuật khác có độ phức tạp tương tự. Hỗ trợ hậu cần do Sacramento Air Logistics Center, McClellan AFB, California đảm nhiệm, F-117A được giữ bảo mật kỹ thuật thông qua một hệ thống kế hoạch cải thiện vũ khí tại USAF Plant 42 ở Palmdale, California.

## Lịch sử chiến đấu
F-117 đã được sử dụng nhiều lần trong chiến tranh. Phi vụ đầu tiên của nó diễn ra trong cuộc chiến Panama - Hoa Kỳ năm 1989. Trong lần đó hai chiếc F-117A Nighthawk đã ném hai quả bom xuống sân bay Rio Hato. Sau này trong Chiến tranh Vùng Vịnh, nó đã thực hiện tốt nhiệm vụ ném những quả bom thông minh xuống các mục tiêu quân sự Iraq. Từ đó nó đã được sử dụng tại Chiến tranh Kosovo năm 1999, Chiến dịch Tự do Bền vững và trong cuộc xâm lược Iraq năm 2003.

### Thiệt hại trong chiến đấu

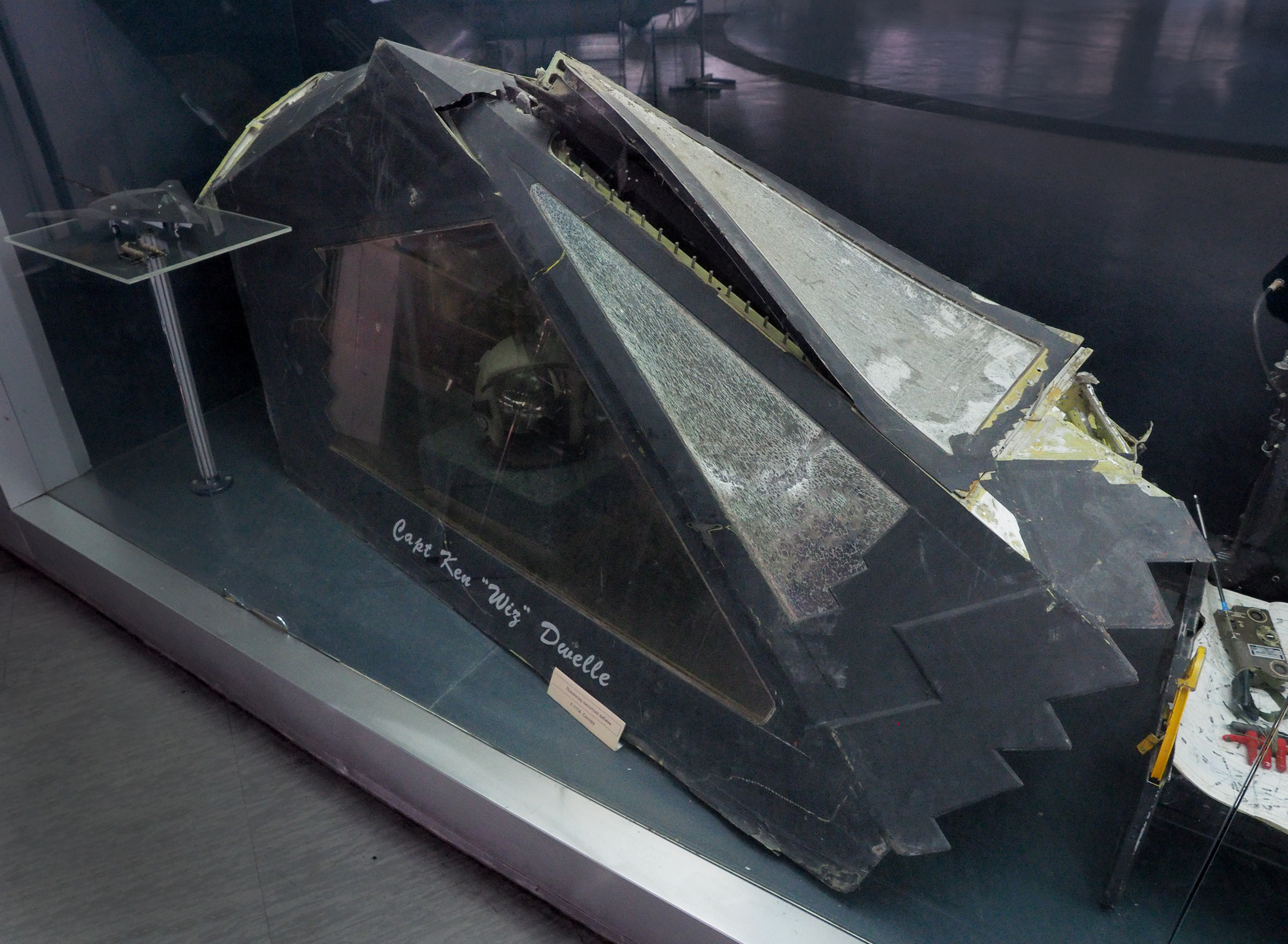
Vòm kính buồng lái chiếc F-117 bị bắn hạ ngày 27 tháng 3 năm 1999, gần làng Budjanovci, Serbia/Yugoslavia.(Bảo tàng hàng không Belgrade)

Một chiếc F-117 đã bị bắn hạ trong chiến đấu bởi các lực lượng Serbia (Nam Tư) trong Chiến tranh Kosovo. Ngày 27 tháng 3 năm 1999, trong cuộc Chiến tranh Kosovo, Tiểu đoàn số 3 - Trung đoàn Tên lửa 250 dưới quyền chỉ huy của Đại tá Zoltán Dani, được trang bị tên lửa Isayev S-125 'Neva-M' (tên hiệu NATO SA-3 'Goa'), đã bắn hạ chiếc F-117A số hiệu 82-806 bằng một quả tên lửa Neva-M. Sự kiện này đã gây chấn động khi lần đầu tiên, loại máy bay tàng hình hiện đại bậc nhất của Mỹ lại bị kiểu tên lửa phòng không đã lạc hậu như S-125 bắn hạ.
Chiến tích này có được hoàn toàn không phải do may mắn, lực lượng phòng không Nam Tư đã phải chuẩn bị từ lâu với hàng loạt chiến thuật khôn khéo để có được chiến thắng này. Theo Wesley Clark và các vị tướng khác của NATO, các lực lượng phòng không Nam Tư đã nhận thấy rằng họ có thể phát hiện những chiếc F-117 bằng các loại radar Xô viết hoạt động ở bước sóng dài cỡ dm hoặc mét, dù những radar này được chế tạo từ đầu thập niên 1960 và bị coi là "cổ lỗ" (kỹ thuật của máy bay tàng hình chỉ thực sự hiệu quả với sóng radar cỡ cm, bước sóng radar càng dài tì hiệu quả tàng hình càng giảm đi). Điều này, cộng với việc máy bay bị giảm khả năng tàng hình khi cửa phụt khí bị ướt (do hơi nước trên cao bám vào) hoặc khi mở cửa khoang bom, khiến chúng đã bị phát hiện trên màn hình radar Nam Tư.
Chỉ huy Tiểu đoàn 3, trung đoàn 250 là Đại tá Zoltán Dani đã đề ra nhiều sáng kiến chiến thuật nhằm phát hiện máy bay tàng hình Phòng không Nam Tư cũng nhận ra rằng nếu được giảm tần số xuống mức thấp nhất, khiến sóng radar kéo dài ra cỡ dm hoặc mét thì đài P-18 có khả năng phát hiện máy bay tàng hình F-117 ở khoảng cách nhất định. Đêm 27/3/1999, Tiểu đoàn 3 đóng quân gần thủ đô Belgrade. Dani ra lệnh cho đài P-18 giảm tần số xuống mức thấp nhất và phát sóng 17 giây. Trắc thủ đã phát hiện ra chiếc F-117 ở khoảng cách 23 km. Đài radar điều khiển hỏa lực UNV phát sóng 20 giây theo đúng quy tắc, 2 lần đầu họ không thấy được mục tiêu, đến lần thứ 3, radar khóa vào chiếc F-117A #82-806 mang mật danh "Vega 31" ở khoảng cách 11 km, độ cao 8 km. Hai tên lửa được phóng lên và đánh trúng mục tiêu.
Chiếc F-117 của Mỹ rơi tại chỗ, phi công lái máy bay sống sót và được các lực lượng NATO cứu. Tuy nhiên, xác chiếc F-117 không bị phá hủy hoàn toàn, và có thông tin nói rằng người Serb đã mời các chuyên gia Nga tới xem xét những mảnh vỡ, điều này chắc chắn đã khiến kỹ thuật tàng hình của Hoa Kỳ bị tiết lộ. Nhiều phần của chiếc máy bay bị bắn rơi đã được triển lãm tại Bảo tàng Hàng không Yugoslav ở Belgrade.
Một chiếc F-117A thứ hai đã bị hư hại nặng trong một phi vụ ném bom trong Chiến tranh Kosovo, và dù quay về được căn cứ, nó hư hại nặng tới mức không bao giờ còn cất cánh được nữa, coi như là bị tiêu diệt. Đến năm 2020, Trung tá Không quân Mỹ Charlie Tuna Heinlein, một cựu phi công F-117, mới tiết lộ chiếc F-117A này đã bị bắn trúng vào ngày 30/4/1999, nó bị hỏng nặng nhưng vẫn quay về được căn cứ Spangdahlem Chiếc F-117A này hỏng nặng tới mức không thể sửa lại được nữa, coi như là bị phá hủy, nhưng vì nó không rơi tại chỗ (không có xác máy bay làm bằng chứng) nên không quân Mỹ đã giấu kín thiệt hại này trong nhiều năm
Theo tạp chí "Hàng không và vũ trụ" của Nga, tháng 12/2006, 1 chiếc máy bay F-117A bị bắn rơi bởi tên lửa Igla ngày 20/1/1991 tại Iraq. 3 giờ ngày 14/9/1997 máy bay F-117A lại bị rơi tại căn cứ quân sự Holloman do trục trặc kỹ thuật. Trong chiến tranh Kosovo, phía Nam Tư tuyên bố bắn rơi 3 chiếc F-117A, 1 do SA-3 bắn, 2 do MiG-29 hạ, ngoài ra còn 1 chiếc F-117A bị hư hại nặng. Như vậy, có thể đã có tới 5/59 chiếc F-117A bị mất trong chiến đấu. Tuy nhiên, giới chức quân sự Mỹ ban đầu chỉ thừa nhận tổn thất 1 chiếc, đó chính là chiếc F-117A bị tên lửa SA-3 bắn rơi ngày 27/3/1999 cách Bengrad 32 km, có xác máy bay làm bằng chứng rõ ràng. Đến năm 2020 thì phi công Mỹ mới tiết lộ có thêm 1 chiếc F-117A bị Nam Tư bắn hỏng nặng không thể sửa chữa vào ngày 30/4/1999.

## Tương lai
Với những thành công trong Chiến tranh Kosovo và các cuộc Chiến tranh Iraq cũng như tỷ lệ tham gia chiến đấu cao của mình, chiếc F-117 đã chiếm được vị trị như là loại máy bay "mũi nhọn"—phục vụ mục đích đánh mù kẻ thù khi tiêu diệt các cơ sở chỉ huy, kiểm soát và radar của đối thủ ngay từ những giây phút đầu của cuộc chiến. Tuy nhiên dù sao F-117 cũng được thiết kế với những kỹ thuật cuối thập kỷ 1970. Công nghệ tàng hình của nó, tuy vẫn hiện đại hơn bất kỳ một loại máy bay nào khác trừ hai loại máy bay mới B-2 Spirit và F-22A, nhưng đòi hỏi chi phí bảo dưỡng đáng kể. Hơn nữa, thiết kế tàng hình dựa trên hình dáng bên ngoài (gây ảnh hưởng tới tính năng khí động lực) thể hiện một kỹ thuật chống radar kiểu cũ và khác biệt so với ngày nay. Vì thế đã có ý định sơ bộ cho phi đội máy bay này ngừng hoạt động năm 2008.
Số lượng chế tạo loại F-22A tăng lên bốn chiếc và việc chúng bắt đầu bước vào hoạt động trong Không lực Hoa Kỳ khiến việc cho phi đội F-117 nghỉ hưu bị đưa ra tranh cãi. Thông tin rò rỉ từ một phiên bản phác thảo của Báo cáo Quốc phòng Quý tư 2006 và Ngân sách Quốc phòng 2007 cho thấy toàn bộ phi đội đang được đề nghị ngừng hoạt động nhường chỗ cho những chiếc F-22A mới đang được đặt mua. Kế hoạch này đã bị gạt ra khỏi cả Ngân sách tài chính 2007 và phiên bản cuối cùng của Báo cáo Quốc phòng Quý tư.
Những lời chỉ trích cho rằng những yêu cầu cho F-117 (máy bay tấn công mặt đất không đa dụng) về hưu, bị ảnh hưởng lớn từ các cựu phi công chiến đấu vốn đang chiếm những chức vụ quan trọng trong Không quân. Hơn nữa, những người chỉ trích đưa ra lý lẽ rằng F-117A Nighthawk có thể mang năm ngàn pound vũ khí ở khoang trong (thậm chí cả một quả bom hạt nhân B61) mà vẫn đảm bảo tính tàng hình, trong khi chiếc F-22A chỉ có thể mang hai ngàn pound vũ khí ở khoang trong và chỉ có thể mang những quả bom to treo tại mấu ngoài, vì thế ảnh hưởng tới khả năng tàng hình và khả năng thao diễn chiến đấu.
Tuy nhiên, những người ủng hộ đề xuất cho nghỉ hưu cho rằng chi phí bảo dưỡng cao và kỹ thuật tàng hình kiểu cũ không có hiệu quả trước radar tầm sóng dài, cộng với hạn chế vì tốc độ dưới siêu âm khiến chiếc F-117 dễ gặp nguy hiểm trong chiến đấu. Họ cho rằng loại F-22A là một thay thế hợp lý khi xem xét:
- Khả năng tàng hình của nó gần tương đương loại B-2, và theo báo cáo cao hơn loại F-117.
- Nó có thể bay ở tốc độ siêu âm mà không cần dùng buồng đốt lần hai và vì thế có thể tới mục tiêu cũng như vượt qua những vùng nguy hiểm nhanh hơn.
- Vật liệu hấp thụ radar của nó yêu cầu bảo dưỡng thấp hơn loại F-117.
- Loại bom đường kính nhỏ (SDB) 250 lb mới đã được đưa vào sử dụng. Nó được thiết kế đặc biệt để tương thích với khoang chứa trong của chiếc F-22A. Loại bom này có khả năng đâm xuyên tương tự loại BLU-109 bomb 2000 lb lớn hơn.
- Chiếc F-22 có hệ thống điện tử hiện đại hơn chiếc F-117, vì thế nhận biết các mục tiêu cũng như các mối đe dọa cả dưới mặt đất và trên không tốt hơn.
- Bởi F-22 là một máy bay chiến đấu, nó có khả năng tự bảo vệ trong những lần thực thi nhiệm vụ.

Dù đề xuất cho phi đội F-117 nghỉ hưu đã bị hủy bỏ, Không quân đã đóng cửa trường dạy bay loại F-117, và cũng đã thông báo việc ngừng sử dụng F-117. Điều này khiến tương lai của F-117 càng thêm mờ mịt.

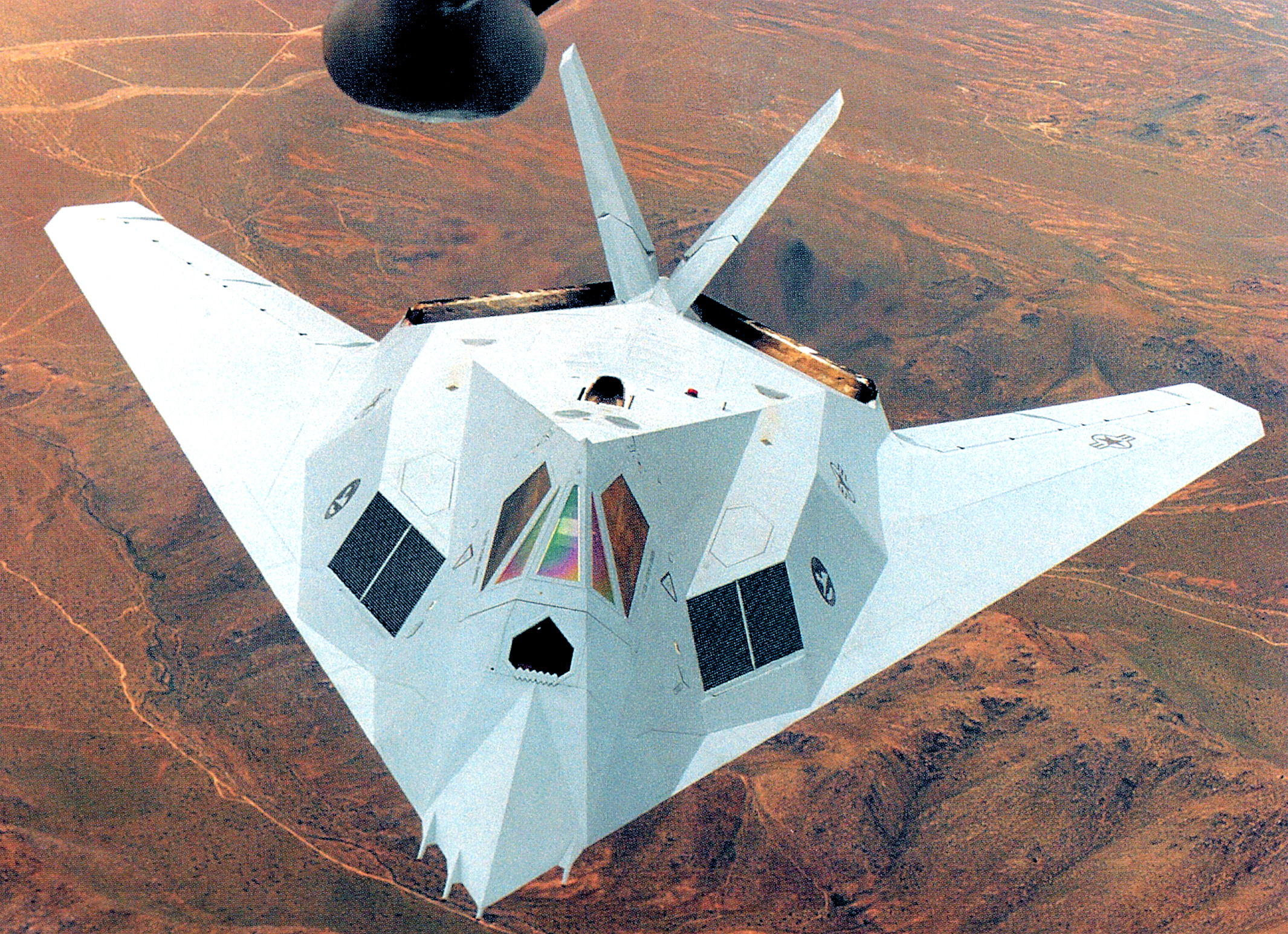
Chiếc máy bay Lockheed F-117A Nighthawk được sơn ngụy trang màu xám mới.

Khá ngạc nhiên, nhiều chiếc F-117 được sơn ngụy trang màu xám trong một cuộc thực nghiệm nhằm xác định hiệu năng tàng hình của loại F-117 ở điều kiện ban ngày. Nếu cuộc thực nghiệm thành công, nó sẽ dẫn tới sự thay đổi từ màu đen kiểu cũ sang mẫu màu mới, khiến cho lần đầu tiên nó có thể hoạt động trong các phi vụ ban ngày. Tới đầu năm 2006, kết quả cuộc thực nghiệm này vẫn chưa được công bố. Tương tự, trong năm, 2004 và 2005 đã có nhiều chương trình nâng cấp giữa kỳ được tiến hành với chiếc F-117, gồm cả nâng cấp hệ thống điện tử.

## Tản mạn
- Một buổi quảng cáo hàng của hãng Sprint trong thập kỷ 1990 đã trưng bày một bức hình F-117 lớn, khi ấy thường bị gọi sai là Candice Bergen, người dẫn chương trình đã gọi đó là chiếc B-2.
- Tên hiệu:
  - Trước khi được đặt tên chính thức, các kỹ sư và phi công thử nghiệm thường gọi loại máy bay gồ ghề, ban ngày phải cất giấu để tránh các vệ tinh trinh sát Xô viết là "Cockroaches", cái tên này thỉnh thoảng vẫn được sử dụng.
  - Tên chính thức của nó là "Night Hawk", dù thỉnh thoảng chữ "Nighthawk" cũng được dùng.[19]
  - Một tên hiệu khác thỉnh thoảng được dùng là "Wobblin Goblin" vì loại máy bay này bị cho là kém ổn định ở tốc độ thấp, dù các phi công F-117 cho điều này là không chính xác.[20]
  - Vì hình dạng của mình, vốn đặt ưu tiên tính năng tàng hình hơn tính năng khí động học, mô hình đầu tiên của mẫu sẽ trở thành chiếc F-117 sau này được gọi là "The Hopeless Diamond".[21].
  - Những khu vực xung quanh Căn cứ Không quân Holloman đơn giản gọi loại máy bay này là "Stealths" (Sing. "Stealth").
- Trong cuộc ném bom năm 1999 vào Serbia, sau khi một chiếc F-117 bị quân đội Serbia bắn rơi, một nhóm nhạc Serbia Indexovo radio pozorište đã sáng tác một bài hát trào phúng "El kondor pada" về những phi công của nó.
- Trong Thập kỷ 1980, Jane's Information Group đã gọi nhầm F-117 là F-19, và sử dụng ảnh minh họa tưởng tượng trong cuốn All the World's Aircraft. Cả bên tạo mô hình Testors và Monogram đều đưa ra những mô hình "F-19 Tàng hình" lý thuyết; không bên nào quan tâm tới sự giống nhau của nó với F-117.

## Bên sử dụng
- Hoa Kỳ
  - Không lực Hoa Kỳ

## Nội dung liên quan

### Máy bay liên quan
- Lockheed Have Blue
- Sea Shadow

### Máy bay tương tự
- BAE Replica
- MBB Lampyridae
- Northrop Grumman B-2 Spirit